# Lana - Königin der Amazonen
Lana - Königin der Amazonen is een West-Duitse avonturenfilm uit 1964 onder regie van Géza von Cziffra, met in de hoofdrollen Catherine Schell, Anton Diffring en Christian Wolff. De film werd destijds in Vlaanderen uitgebracht onder de titel Lana, godin van de jungle.

## Verhaal
Lana, de koningin van de Amazones, krijgt hulp van professor Van Vries en zijn neef Peter in de strijd tegen goudzoekers in de Braziliaanse jungle om een legendarische schat in het Amazonegebied te beschermen.

## Rolverdeling
| Acteur           | Personage              | Opmerkingen              |
| ---------------- | ---------------------- | ------------------------ |
| Catherine Schell | koningin Lana          | als Catharina von Schell |
| Anton Diffring   | professor Van Vries    | als Antony Diffring      |
| Christian Wolff  | Peter van Vries        |                          |
| Yara Lex         | Tahira                 |                          |
| Dieter Eppler    | Gerónimo de Araújo     |                          |
| Átila Iório      | Casanova de witte gids | als Átila Jorio          |
| Adalberto Silva  | Katango de zwarte gids | als Adalbert Silva       |

## Productie
De film werd gedraaid op locatie in Rio de Janeiro, Belém en het Amazonegebied. Voor de buitenopnamen en de dialogen van de Braziliaanse acteurs werd regisseur Cziffra bijgestaan door de Braziliaanse acteur Cyll Farney.

## Trivia
- Dit was het filmdebuut van Catherine Schell. Ze werd in München ontdekt door filmproducent Gero Wecker, die haar castte voor deze film.